# Wolfgang Schulze (Radsportler)

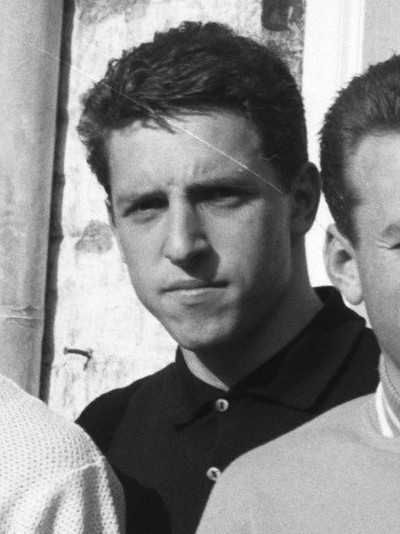
Wolfgang Schulze (1963)

Wolfgang Schulze (* 7. Dezember 1940 in Berlin) ist ein ehemaliger deutscher Radrennfahrer.

## Sportliche Laufbahn
Wolfgang Schulze begann mit 14 Jahren mit dem Radsport. Sein erster Trainer war sein Vater. Er gewann als Amateur 1961 den Großen Conti-Straßenpreis. Er war Radprofi von 1961 bis 1978. Seinen ersten Sieg als Berufsfahrer holte er am 12. August 1962 beim Rennen Rund um die Westfalen-Halle. Zunächst fuhr er Straßenrennen, 1959 wurde er Deutscher Meister im Mannschaftszeitfahren. 1961 war er WM-Teilnehmer und startete Tour de l’Avenir. Ab Anfang der 1960er Jahre konzentrierte er sich zunehmend auf Bahnradsport und dort auf Sechstagerennen. Er startete bei insgesamt 135 solcher Rennen, von denen er zehn gewinnen konnte, die meisten davon mit Sigi Renz. Andere Partner von ihm waren Jürgen Tschan, Horst Oldenburg und Peter Post.

## Berufliches
Nach Ablauf seiner aktiven Radsport-Laufbahn wurde Schulze Trainer beim R.C. Charlottenburg und war lange Jahre hauptamtlicher Landestrainer in Berlin. Auch sein Zwillingsbruder Johannes war mehrere Jahre als Rennfahrer aktiv.